# Sillhovet

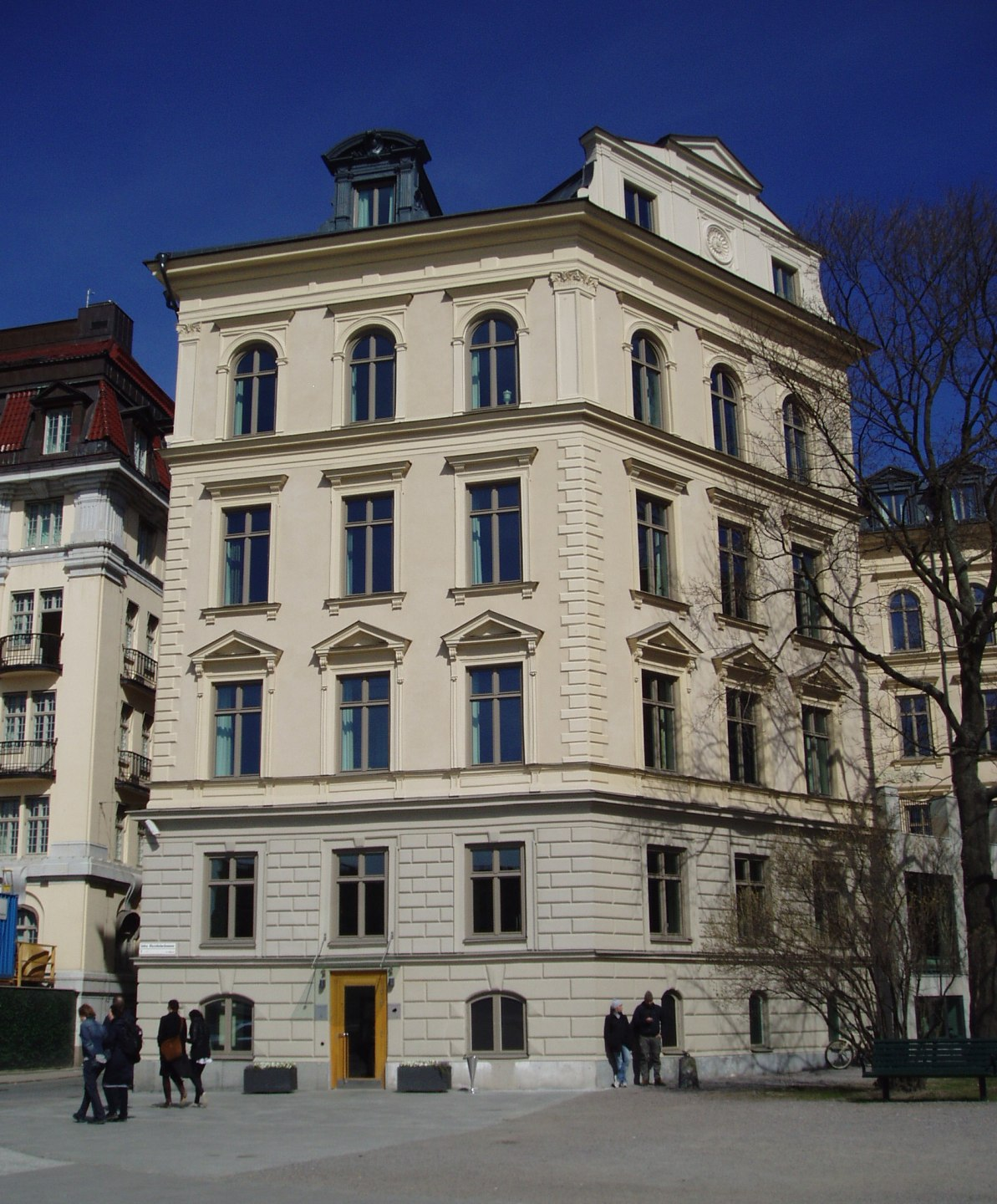
Lydmar Hotel tillhör kvarteret Sillhovet

Sillhovet är ett kvarter i centrala Stockholm. Kvarteret, som ligger på den nordöstra delen av halvön Blasieholmen, bakom och bredvid Nationalmuseum, inrättades på 1700-talet för fiskenäringen som tilläggs- och upplagsplats för fisk, främst lake och sill.. Att platsen skulle vara reserverad för fisket togs genom ett beslut den 7 september 1789. Tillståndet upphävdes den 29 juni 1871. Nuvarande fastighetskvarter har fortfarande beteckningen Sillhovet.

### Fotnoter
1. ↑  "Sill" användes förr i tiden som beteckning även för den fisktyp som man idag kallar strömming som fiskades i stora mängder i Stockholms vatten under våren och försommaren då strömmingen går inomskärs för att leka.
2. ↑  “Tackjernswågen, som, år 1808, flyttades till Södermalm, är nu åter derifrån förflyttad till Sillhofstomten, som efter branden på Blasieholmen inköptes af staden.” (Ur Stockholms Stads Historia från stadens anläggning till närwarande tid, utgiven av Nils Lundequist på Zacharias Hæggströms förlag)